# HD 111031 b
HD 111031 b é um planeta extrassolar que orbita a estrela HD 111031.